# Гавин и Стејси
Гавин и Стејси (енг. Gavin & Stacey)је британски ситком који је почео да се емитује 2007. године. Серију су направили Рут Џоунс и Џејмс Корден. Радња серије се врти око две породице, једна из Есекса а друга из Велса. У Србији серија је емитована од 2008. године на ТВ Ултра.
Серију је продуцирала Baby Cow Productions за Би-Би-Си Велс. Првобитно је било укупно 20 епизода у три сезона, емитоване од 13. маја 2007. до 1. јануара 2010. У почетку је серија приказивана на трећи канал Би Би Сија, касније се приказивала на првом и другом каналу а на крају на Би-Би-Си Велс. Последње епизоде финалне сезоне чиниле су значајан део сезонског програма Би Би Сија за премијерно време, а емитоване су на Божић 2009. и Нову годину 2010. године.
У мају 2019. године, Корден је објавио да су он и Рут Џоунс написали божићни специјал који ће се на Божићни дан емитовати на првом каналу Би Би Сија.

## Улоге
- Метју Хорн као Гавин Шипман
- Џоана Пејџ као Стејси Шипман
- Џејмс Корден као Нил, Смити Смит
- Рут Џоунс као Ванеса Шанеса, Неса Џенкинс
- Алисон Стедман као Памела Пам Шипман
- Лари Лемб као Мајкл Мајк Шипман
- Роб Бридон као Бринфор Брин Вест
- Мелани Валтерс као Гвен Вест

## Епизоде
| Сезона | Сезона     | Епизоде    | Епизоде    | Оригинално емитовање | Оригинално емитовање |
| Сезона | Сезона     | Епизоде    | Епизоде    | Премијера            | Финале               |
| ------ | ---------- | ---------- | ---------- | -------------------- | -------------------- |
|        | 1.         | 6          | 6          | 13. мај 2007.        | 10. јун 2007.        |
|        | 2.         | 7          | 7          | 16. март 2008.       | 20. април 2008.      |
|        | Специјал 1 | Специјал 1 | Специјал 1 | 24. децембар 2008.   | 24. децембар 2008.   |
|        | 3.         | 6          | 6          | 26. новембар 2009.   | 1. јануар 2010.      |
|        | Специјал 2 | Специјал 2 | Специјал 2 | 25. децембар 2019.   | 25. децембар 2019.   |

### Сезона 1
| Бр. еп. | Наслов    | Премијера     |
| --- | --------- | ------------- |
| 1 | Епизода 1 | 13. мај 2007. |
| Гавин Шипман и Стејси Вест одлучују да се први пут састану у Лондону, након што су неко време разговарали телефоном, доводећи своје најбоље пријатеље, Нил "Смити" Смит и Неса Јенкинс ради подршке и два пара завршавају у хотелу заједно током ноћи.                                                                                 |           |               |
| 2 | Епизода 2 | 13. мај 2007. |
| Гавин и Стејси су сретни и заљубљени, све док телефонски позив не претвори њихов живот наглавачке. Гавин одлучи да постоји само једна ствар коју треба учинити, одвести се до Стејсии рећи јој да је воли. Међутим, кад стигне, Стејсиев ујак Брин Вест уверен је да је он Јеховин сведок и неће му допустити да разговара с њом.      |           |               |
| 3 | Епизода 3 | 20. мај 2007. |
| Гавин и Стејсисе припремају да испричају својим пријатељима и породицама о својој изненадној веридби. Гавинови родитељи, Мик и Пам, су срећни, док Стејсиина породица има неке велике бриге због те најаве, а Смити одбија да разговара са Гавином.                                                                                    |           |               |
| 4 | Епизода 4 | 27. мај 2007. |
| Шипманови путују на острво Бари на сајам венчања. На сајму венчања Смити је потпуно очаран са Џејми, организатором венчања, Брин се потпуно очарава мађионичарем а Гавин мора да одлучи да ли да иде са коњем и кочијом коју Стејсижели на венчање или са Бентлијем који он жели. У међувремену, Неса се боји да би могла бити трудна. |           |               |
| 5 | Епизода 5 | 3. јун 2007.  |
| На реду су девојачко и момачко вече. Стејсије пресретна кад се њен брат Џејсон врати кући, али између њега и Брин постоји лоша историја. У међувремену, Гавин сазнаје да је Стејсираније била верена пет пута, а Неса размишља о томе да ли да каже Смитију да је можда трудна.                                                        |           |               |
| 6 | Епизода 6 | 10. јун 2007. |
| Дан венчања коначно је стигао, а Гавин је опростио од Стејси њену прошлост. Неса не може открити своју трудноћу Смитију који прави будалу од себе док држи говор. |           |               |

### Сезона 2
| Бр. еп. | Наслов    | Премијера       |
| --- | --------- | --------------- |
| 1 | Епизода 1 | 16. март 2008.  |
| Младенци Гавин и Стејсивраћају се са меденог месеца на велику добродошлицу обе породице. Међутим, када им се Смити придружи за слављенички оброк, чини се да није превише задовољан својим најбољим пријатељем. Док је Неса шокантно признала да је трудна, сузна Стејсисхвата да се спрема напустити дом, Памини пријатељи Дон и Пит растужени су због њихове ситуације која се креже у три смера, цела се вечер полако сели у тоалете ресторана. |           |                 |
| 2 | Епизода 2 | 16. март 2008.  |
| Смити одлази у непознато након што је чуо да ће бити отац, па Гавин, Мик и Брин покушавају да га пронађу и наговоре да учини праву ствар. У међувремену, Стејсиније задовољна када чује за нове животне аранжмане њене мајке Гвен и почиње се осећати носталгично за њеном кућом пре него што је живот са Шипманима уопште почео. |           |                 |
| 3 | Епизода 3 | 23. март 2008.  |
| Стејсисе још увек прилагођава животу једне супруге, али узбуђује се када је време да се врате кући на Бари острво, јер Неса и Смити први пут виде своје нерођено дете. У међувремену, комшиница Гвен, Дорис, Гавину даје изненађујуће предлоге. |           |                 |
| 4 | Епизода 4 | 30. март 2008.  |
| Гавин и Стејсизапочињу лов на куће док Мик постаје славан у заједници, након што је пронашао мртво тело на путу за посао. Неса посећује Стејси, а њих две заједно са Гавином и Смитием одлазе на куглање, где напетост међу младенцима почиње да расте. |           |                 |
| 5 | Епизода 5 | 6. април 2008.  |
| Брин је договорио посебну посластицу за Гвенин рођендан, али не подноси притисак и Гвен почиње постати сумњичава. Стејсиговори Гавину одлуку која ће им заувијек променити живот: она се враћа на Бари острво. Иначе, изгледа да је Неса прешла на романсу са Дејвом. |           |                 |
| 6 | Епизода 6 | 13. април 2008. |
| Док Стејсиостаје на острву Бари, Гавин одлази сам кући у Есекс. Смити води Гавина у излазак, док Стејсииде на бинго, али њихова међусобна осећања постају очита. У међувремену, Брин се плаши да ће његова тајна риболова бити откривена док Дејв, коме се поверио док је пијан, и даље шармира Несу, а ситуацију погоршава Џејсоновим присуством у кући.                                                                                          |           |                 |
| 7 | Епизода 7 | 20. април 2008. |
| Стејсисе враћа у Есекс како би средила ствари са Гавином, али ствари не изгледају добро. На острву Брри, Неса се породила месец дана раније, остављајући Гавина да пронађе Смитија и одведе га на острво Бари на време за рођење. |           |                 |

### Специјал 1
| Бр. еп. | Наслов    | Премијера          |
| --- | --------- | ------------------ |
| 1 | Епизода 1 | 24. децембар 2008. |
| Божић је, а велшка породица је позвана да прослави празничну сезону са Шипманима. Тако уз помоћ Дејва, Неса и Вестс крећу на исток. У Есексу је Мик био заокупљен новом љубављу свог живота - згодном Норфолк - а Смити једва чека да проведе свој први Божић са бебом Нил. Брин је спремио своје имеле. Затим, Гавин даје запањујућу најаву да се сели у Велс. Пете удара Дејва након што напише коментар о Дон, а Пам изазове непријатељску Нес. Брин и Јасон разговарају о судбоносном риболовном путовању, али Дејв их прекида пре него што се открију било какви детаљи. Дејв проси Нес на Божић, што она прихвата. Поклони су изложени и отварају их. Мик свира божићне песме на својој новој клавијатури док сви заједно певају у божићној ноћи. |           |                    |

### Сeзона 3
| Бр. еп. | Наслов    | Премијера          |
| --- | --------- | ------------------ |
| 1 | Епизода 1 | 26. новембар 2009. |
| Гавин започиње свој нови посао у Кардифу и Стејсије одушевљена што је опет код куће. Смити се помирио са животом у Есексу без најбољег пријатеља, док се Неса прилагођава животу у Дејвовом каравану. Викенд доноси са собом и велико окупљање, пошто се сви окупљају за крштење бебе Нила, где Гавин и Стејсиодлучују да пробају да добију бебу. Несин отац, Нил Јенкинс, први се пут појављује у серији на крштењу.                                                                                                 |           |                    |
| 2 | Епизода 2 | 3. децембар 2009.  |
| Након њене и Гавинове одлуке да покушају са бебом, Стејсипокушава добити нови посао како би зарадила додатни новац и Брин јој је дао интервју. У међувремену, Неса води бебу Нила да види Смитија у Ессеку, што љути Дејва који је остао код куће са Несиним оцем. Након пијане ноћи пива и цуррија код Мика и Пам-а, Смити и Неса се пробуде заједно у кревету. |           |                    |
| 3 | Епизода 3 | 10. децембар 2009. |
| Смити и његови пријатељи путују у Вels на викенд код Гавина, остављајући Бринину кућу пуну људи. У међувремену, Стејсисе боји да можда неће моћи имати децу. |           |                    |
| 4 | Епизода 4 | 17. децембар 2009. |
| Гавин и Стејси посећују лекара где сазнају да Гавин има низак број сперматозоида. Пете и Дон обнављају своје завете а Смити се у шали нуди да имају секс са Стејсикако би био донор сперме. Смити и Дејв имају сукоб на рецепцији, а Смити говори Дејву да је спавао с Несом. |           |                    |
| 5 | Епизода 5 | 25. децембар 2009. |
| Кад Пам и Мик стигну у Велс, сви иду на плажу. Смити се појављује неочекивано и објављује примирје с Дејвом у вези с Несом. Гавин и Стејси одлучују да ће наставити покушавати са бебом до Нове године, а ако не успеју, размотриће друге могућности. |           |                    |
| 6 | Епизода 6 | 1. јануар 2009.    |
| Дан венчања Несе и Дејва стиже. Стејси има занимљиве вести за Гавина - напокон је трудна. Смити улази на венчање и говори Неси да се не би требала удати за Дејва, јер он зна да је једини разлог због којег се жели удати за Дејва, тако да Нил има оца, којег је већ добио у Смитију. Дејв признаје да зна да га Неса никада није волела. Њих се двојица рукују, а Дејв напушта цркву. Епизода се скраћује на 6 месеци касније, где видимо да је Стејсиувелико трудна, а Смити живи на острву Бари са Неса и Нилом. |           |                    |

### Специјал 2
| Бр. еп. | Наслов    | Премијера          |
| ------- | --------- | ------------------ |
| 1       | Епизода 1 | 25. децембар 2019. |

## Критике
Одмах по завршетку сезоне 2, у априлу 2008, Гардијан је емисију описао као највећу  комедију трећег канала Би Би Сија после серије Мала Британија.
Радио Тајмс је објавио да је серија 17. по реду најбољих британских ситкома по анкети рађеној међу гледаоцима.

## Наставак серије
Вести о будућим серијама и специјалним емисијама биле су недоследне, а неки чланови глумаца често спекулишу о више материјала, док други то негирају. Једном када је завршена трећа сезона, аутори серије категорички су искључили стварање било које будуће серије емисије. Корден је рекао: "Никад неће бити још једне сезоне, мислим да смо Рут и ја сигурни у вези с тим.", Док је Џоунс рекла: "Куда бисмо с тим? ... Не, заиста је време да се опростимо од тих карактера сада ". Она је искључила филмску верзију, прогласивши серију да "веома припада малом екрану, а не оном великом".